# Estació de South Kensington

South Kensington

South Kensington és una estació del metro de Londres. L'estació està sobre la Circle Line, la District Line i la Piccadilly Line en la zona 1. L'any 2006 la van utilitzar 13,6 milions de persones. Està en servei des de 1868

## Llocs remarcables propers
- Science Museum
- Victoria and Albert Museum